# Воспоминания Брежнева

Комплект грампластинок «Малая Земля» (Всесоюзная фирма грамзаписи «Мелодия»). На обложке картина художника Д. А. Налбандяна «Брежнев на Малой земле»

Воспоминания Бре́жнева — мемуары генерального секретаря ЦК КПСС Л. И. Брежнева, в художественном переложении которых принимали участие советские профессиональные журналисты. Наиболее известными являются три книги: «Малая земля», «Возрождение» и «Целина», за эту трилогию в апреле 1980 года Брежневу присуждена Ленинская премия по литературе. «Воспоминания» рассматриваются в качестве ценного исторического памятника последних лет эпохи застоя.

## Публикация

Книги Л. И. Брежнева «Малая Земля», «Возрождение» и «Целина» (издание до 1982 года)

Трилогия увидела свет в журнале «Новый мир» в 1978 году: в № 2 — опубликована «Малая земля», в № 5 — «Возрождение», в № 11 — «Целина».
Тираж каждой книги составил 15 миллионов экземпляров. Книги Брежнева издавались как по отдельности, так и одной книгой. Трилогия была переведена и разослана в национальные библиотеки 120 стран мира. Литературное чтение книг трилогии на Центральном телевидении было сделано народным артистом СССР Вячеславом Тихоновым.
На фирме «Мелодия» был записан и издан комплект из 4 грампластинок «Малая Земля» (аудиокнига), в которых текст читает актёр Малого театра Юрий Каюров. Изучение книг было внесено в школьную программу по литературе. В «Новом мире» № 11 за 1981 год были опубликованы «Воспоминания» Л. И. Брежнева, состоявшие из двух книг: «Жизнь по заводскому гудку» и «Чувство Родины». В 1982 году «Воспоминания» были изданы отдельной книгой.
После смерти Леонида Брежнева в «Новом мире» № 1 за 1983 год были опубликованы дополнительные главы «Воспоминаний» — книги «Молдавская весна», «Космический Октябрь» и «Слово о коммунистах». В 1983 году вышел сборник «Воспоминания», в который вошли все восемь книг Брежнева (в «Воспоминаниях» обозначены как главы). С 1985 по 2003 год книга в России не переиздавалась. Летом 1987 года в ходе «Перестройки» мемуары Брежнева были изъяты из книжных магазинов и списаны в макулатуру. В 2003 году вышло подарочное издание «Малой земли» для ветеранов войны, а в 2005 году полный текст «Воспоминаний» Леонида Брежнева был выпущен издательством «Яуза-ЭКСМО».

### Мемуары Брежнева, опубликованные при его жизни
Мои воспоминания, конечно, не претендуют на полный охват событий. Главное, что мне хотелось передать на этих страницах читателю, — это чувство гордости за то, что в авангарде всех дел и свершений нашей Родины всегда идут коммунисты, наша славная партия, созданная и выпестованная В. И. Лениным, это чувство великого счастья, что я всегда был и остаюсь её верным солдатом.
— Леонид Брежнев (из обращения к читателям книги «Воспоминания»)

#### «Малая земля»

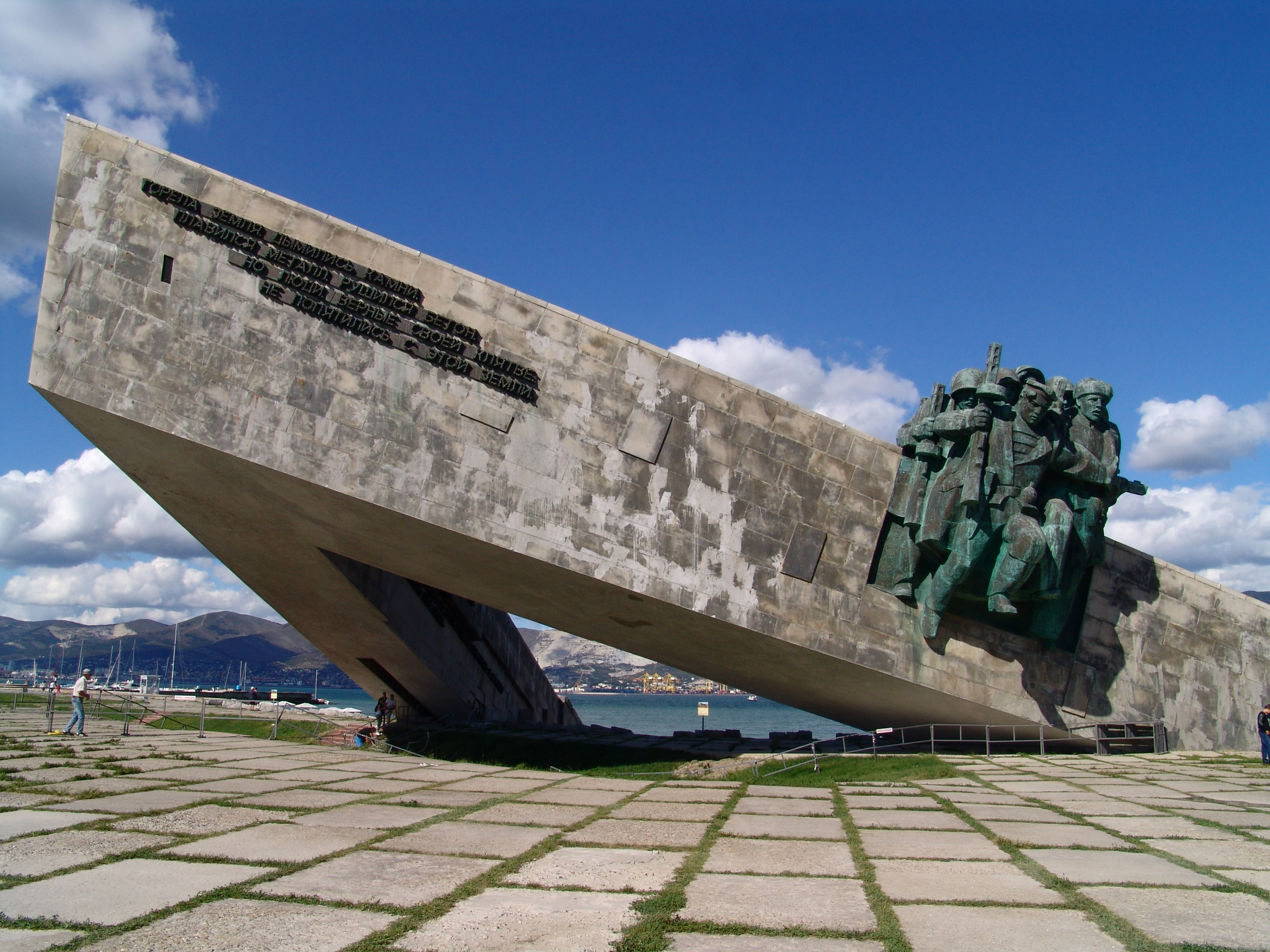
Цитата из книги Л. И. Брежнева на мемориале «Малая Земля», сооружённом в 1982 году

В книге «Малая земля» 44 страницы, в сборнике «Воспоминания» идёт как третья глава.
4 февраля 1943 года отряд морской пехоты 18-й армии численностью 271 человек захватил плацдарм «Малая земля» на берегу Цемесской бухты, оборона продолжалась 225 дней, в сентябре войска перешли в наступление и 16 сентября 1943 года город Новороссийск был освобождён.
Начальник политотдела 18-й армии полковник Брежнев 40 раз на десантных кораблях переправлялся на плацдарм, под огнём противника высаживался на берег, лично участвовал в боевых действиях на передовой, заменил погибшего пулемётчика и огнём сдерживал идущего в атаку противника, пока ему не пришли на выручку подоспевшие бойцы.
Брежнев описывает героизм советских бойцов, бытовые трудности, вспоминает боевых друзей. В последней главе Брежнев упоминает о героическом пути, который прошла 18-я армия, рассказывает о Параде Победы, в котором он принял участие.

#### «Возрождение»
В книге «Возрождение» 58 страниц, в сборнике «Воспоминания» идёт как четвёртая глава.
После окончания Великой Отечественной войны генерал-майор Брежнев был назначен первым секретарём Запорожского областного комитета КП(б) Украины. Предстояло восстановить Запорожсталь и Днепрогэс, разрушенное войной народное хозяйство, наладить послевоенную жизнь.

#### «Целина»

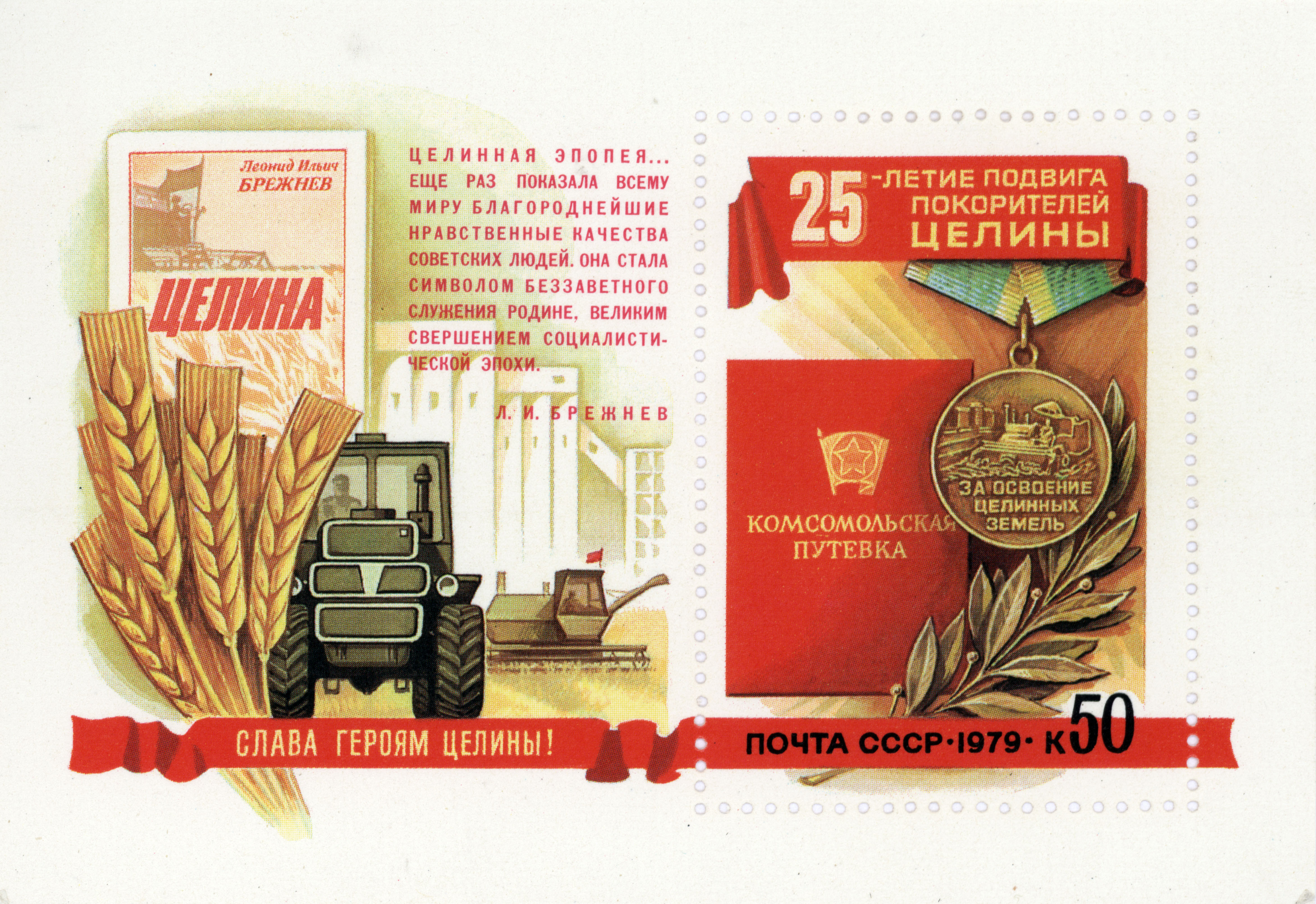
Цитата из книги Л. И. Брежнева «Целина» на советском почтовом блоке 1979 года

В книге «Целина» 75 страниц, в сборнике «Воспоминания» идёт как шестая глава.
В 1954 году Брежнев избран вторым, а с 1955 года — первым секретарём компартии Казахстана. Годы его партийного руководства совпали с началом освоения целинных земель. В книге встречается лёгкая критика Хрущёва, по распоряжению которого на целине строились узкоколейные железные дороги, а следовало бы не тратить попусту деньги, сразу проектируя автомобильные шоссе.

#### «Жизнь по заводскому гудку»
Первая глава в сборнике «Воспоминания», 14 страниц.
Брежнев вспоминает о своём детстве в Каменском, будущем городе Днепродзержинске. Рассказывает о своей семье, родителях. Вспоминает о нелёгкой жизни пролетариата в Российской Империи. Упомянул о становлении ВКП(б) в Екатеринославской губернии, о революционной борьбе под руководством известных большевиков Бабушкина и Петровского.

#### «Чувство Родины»
Вторая глава в сборнике «Воспоминания», 20 страниц.
Леонид Ильич вспоминает голод на Украине, учёбу в Курском землеустроительном техникуме. Студентом довелось ему побывать на выступлении Маяковского, услышать, как он читает свои стихи. Работа землеустроителем, борьба с кулачеством. Возвращение на Днепровский завод им. Дзержинского, вступление в партию, учёба в Днепродзержинском металлургическом институте, Брежнев стал инженером. Призыв в Красную армию, служба в Читинской области, курсант Брежнев учится водить танки Т-26 и БТ-5. Брежнев — политрук роты.

### Мемуары Брежнева, опубликованные после его смерти

Леонид Ильич Брежнев. «Воспоминания» (издание 1983 года)

Книги «Молдавская весна», «Космический Октябрь» и «Слово о коммунистах» при жизни Брежнева не публиковались. В сборнике «Воспоминания», изданном после его смерти, все книги, в том числе и «Малая Земля», «Возрождение» и «Целина» обозначены как главы.

#### «Молдавская весна»
Пятая глава в сборнике «Воспоминания», 34 страницы.
В 1950 году Брежнев избран Первым секретарём ЦК Компартии Молдавии — аграрной республики, западные районы которой незадолго до того вошли в состав СССР.

#### «Космический Октябрь»
Седьмая глава в сборнике «Воспоминания», 39 страниц.
В СССР запущен первый спутник, началось космическое противостояние двух держав, строится ракетно-ядерный щит. Генеральный секретарь ЦК КПСС должен контролировать выполнение космической программы СССР.

#### «Слово о коммунистах»
Восьмая глава в сборнике «Воспоминания», 24 страницы.
Коммунистическая партия Советского Союза — руководящая и направляющая сила советского общества. Коммунисты — его передовой отряд.

## Версии об авторстве
В годы Перестройки в советской печати стали открыто говорить о том, что за Л. И. Брежнева воспоминания писали «литературные негры» в рамках мероприятий по «повышению авторитета» генсека. По указанию М. А. Суслова работа велась небольшой группой под общим руководством К. У. Черненко в секрете от других членов Политбюро. Подбором авторского коллектива занимался Л. М. Замятин, который вспоминал:
…Однажды, по-моему, в 1977 году, едем мы в поезде на вручение Туле звезды Героя. И меня неожиданно приглашают в вагон к Брежневу. А там уже сидят Черненко, помощник генерального Саша Бовин и личный секретарь Леонида Ильича Галина Дорошина.

      — Вот, — обиженно говорит Леонид Ильич,— сколько прошу о Малой земле написать, о солдатиках погибших, и все впустую. Может, ты возьмешься? 
       Черненко, конечно, тут как тут. 
       — Правильно, Леонид Ильич, народ заждался ваших воспоминаний…

…И Леонид Ильич говорит: «В институте международных экономических отношений работает подполковник Пахомов. Он был моим помощником по политотделу 18-й армии. Сейчас, правда, совсем больной, жалко мужика. Я его в институт и пристроил. Так вот, он каждый день вёл записи боёв. Возьмите у него все тетрадки, возьмите у Дорошиной, что я ей навспоминал, и, пожалуйста, напишите наконец о солдатах».
Согласно некоторым источникам, книгу «Возрождение» написал известный очеркист Анатолий Аграновский, «Малую землю» — публицист газеты «Известия» Аркадий Сахнин, а «Целину» — ведущий корреспондент газеты «Правда» Александр Мурзин. В работе принимал участие первый заместитель Л. М. Замятина В. Н. Игнатенко; в числе консультантов упоминается помощник Брежнева А. М. Александров-Агентов.
По словам Л. М. Замятина, первый вариант воспоминаний, подготовленный А. Я. Сахниным, был забракован; по инициативе Л. И. Брежнева к написанию и редактированию мемуаров был привлечён А. А. Аграновский. В связи с плохим самочувствием генеральный секретарь длительное время находился в больнице, куда ему и отправили текст трилогии, который он иногда правил.

Эта книга представляет собой исторический документ. Леонид Ильич не писал эту книгу, но она написана с его слов и на основе дневников его помощника по политчасти. Когда мне задают вопрос насчёт «Малой земли»: «Писал ли Леонид Ильич эту книгу?» — я говорю, что не писал, но он является автором этой книги, так как она написана с его слов, но литературно обработана людьми, которые владели пером. Брежнев пером не владел. После написания «Малой земли» нашей группой были подготовлены ещё 11 глав, которые собраны в одну книгу, но она так и не была издана. У меня есть единственный экземпляр этой книги. Издательство «Вагриус» предлагало мне издать её. Я сказал, что у меня нет возражений. В этих главах рассказывается о пребывании Леонида Ильича в Молдавии и о покорении космоса. Есть там и глава, которую можно назвать его политическим завещанием.— Отзыв Леонида Замятина
Авторство продолжения трилогии точно не известно. «Молдавская весна» и «Космический Октябрь», по воспоминаниям А. П. Мурзина, были написаны двумя разными журналистами «Комсомольской правды», оба из которых имели инициалы «В. Г.» (утверждается, в частности, что автором «Космического Октября» является В. С. Губарев; упоминается также В. А. Голиков). По указанию министра обороны СССР Д. Ф. Устинова из главы о космической программе СССР было вычеркнуто всё, что он счёл связанным с государственной тайной. В то же время в посмертное издание мемуаров, по свидетельству Л. М. Замятина, было включено упоминание о Ю. В. Андропове, отсутствовавшее в первоначально подготовленном тексте.

## Критика
Наибольшую известность получила «Малая земля». Несмотря на официальные восторженные отзывы, произведение быстро обросло анекдотами. Доходило до того, что ветераны сражения за Новороссийск иногда стеснялись сказать, где именно они воевали. Бои на Малой земле — пример и мужества, и воинского профессионализма, — в народе стали восприниматься как совершенно незначительные, едва ли не выдуманные. Повод этому дал стиль изложения материала, а также эпизод: 
18 апреля в штаб Северо-Кавказского фронта, которым командовал генерал-полковник И. Е. Петров, вылетела группа представителей Ставки во главе с маршалом Г. К. Жуковым… Об этом мне сообщил один из штабных полковников, прибывших на Малую землю, и добавил: «Маршал хотел вас видеть». — «Это что, приказ?» — спросил я. — «Приказа такого от него я не получал, — ответил полковник. — Но он сказал, что хотел бы с вами поговорить»

Описание этого эпизода действительно имелось в первом — шестом изданиях мемуаров Жукова «Воспоминания и размышления», однако, по мнению некоторых исследователей, оно принадлежало литературному редактору. В частности, доктор исторических наук Николай Яковлев отмечал: «Стиль не жуковский, да и мало похож на язык профессионального военного». При этом сама возможность обсуждения Жуковым с Брежневым вопросов, входивших в круг его обязанностей, исследователями не оспаривается: 
Если хорошенько вдуматься, ничего сверхъестественного Жуков не сообщает; он же не о подготовке операции хотел побеседовать с Брежневым, а о моральном духе его бойцов; кто, интересно, знал это лучше начальника политотдела?
.
В 1979 году Фёдор Самохин опубликовал статью «Правда жизни» про «Целину» в журнале «Литературный Киргизстан», где отметил, что она «волнует своей жизненной правдой, величием отражённых в ней замыслов...». А также написал: 

...С огромным интересом читал я новую книгу Л. И. Брежнева «Целина». Каждая строка в ней близка и понятна уму и сердцу землепашца. Добрым и заботливым хозяином земли она написана, рассказывает о мужественных, преданных делу людях.— Самохин Ф. Правда жизни // Литературный Киргизстан (Выпуски 1—6) : журнал. — 1979. — С. 4.
Богатая биография Л. И. Брежнева позволяла написать уникальные мемуары, и участие в работе над такими воспоминаниями журналистов — обычная практика, однако в итоге получился качественный журналистский труд, рассматриваемый в качестве ценного исторического памятника последних лет эпохи застоя.